# Konyuh (Kratovo)
Konyuh (macedónul: Коњух) település Észak-Macedóniában, a Északkeleti körzetben, Kratovo községben.

## Népesség
| Lakosok száma | 524  | 635  | 707  | 579  | 328  | 188  | 184  | 150  | 112  |
|               | 1948 | 1953 | 1961 | 1971 | 1981 | 1991 | 1994 | 2002 | 2021 |

- 2002-ben 150 lakosa volt, akik mindannyian macedónok.